# Château de la Touche-Savary
Pour les articles homonymes, voir Château de la Touche (homonymie) et La Touche (homonymie).
Le château de la Touche-Savary est un château situé à Saint-Germain-des-Prés, en France.

## Localisation
Le château est situé dans le département français de Maine-et-Loire, sur la commune de Saint-Germain-des-Prés.

## Historique
L'édifice est inscrit au titre des monuments historiques en 1972.